# Как обманули змея
«Как обманули змея» — российский мультфильм, который создал режиссёр Андрей Кузнецов на студии «Пилот» в 2004 году.

Мультфильм создан на основе нивхской сказки и входит в цикл мультфильмов «Гора самоцветов». В начале мультфильма — пластилиновая заставка «Мы живём в России — остров Сахалин».

## Сюжет
Жили на дереве ворон и ворона, а внизу дерева жил жадный и хитрый змей. Тогда ещё змей не был таким длинным и у него были ноги. Ворон взял стрелы и полетел на охоту. Змей хотел украсть яйца, но ворона сидела на них. Тогда змей придумал отвлечь ворону, подкинул ей бусы и забрал яйца. Змей дважды воровал яйца, пока ворон был на охоте. Ворон-отец очень сердился на мать, что она не могла устоять при виде бус.
Ворон-отец прилетел с охоты второй раз и запустил стрелами в змея. Но змей увернулся от стрел и перекусил стрелы пополам. И отец запустил в змея топором. Но змей опять убежал от топора. И ворон хотел запустить топором в мать, но передумал и воткнул топор в дерево. И мать кинула бусы на ветку, а потом она столкнула бусы лапой на землю. Ночью они очень грустили из-за пяти потерянных яиц и стали думать, как обхитрить змея.
Наконец воро́ны придумали, что надо делать, чтобы проучить змея. Ночью они полетели в сторону моря, взяли там большой камень, похожий на яйцо, и раскрасили его перьями. Долго ли, коротко ли, успели до утра дотащить яйцо до дома.
На утро ворон спрятался в листве, а ворона сидела на «яйце». И тогда змей, потянувшись как кот, взял бусы и побежал как обычно за яйцами. Он забрался на дерево и когда посмотрел в гнездо, то свалился от удивления. Змей попытался отвлечь ворону бусами, но благодаря прятавшемуся рядом ворону она отворачивалась от бус. Тогда змей принёс родителям свою самую большую ценность — украденные ранее яйца и обменял их на огромное яйцо. Змей проглотил камень, но тяжёлый камень повалил змея на землю. Ворон хотел отрубить змею голову, но ворона отвела его топор. Они решили вместе тянуть змея за хвост, но у них вдвоём ничего не получилось. Скоро вылупились птенцы, они помогли маме и папе тянуть змея. Дёрнули змея за хвост, камень выскочил из змея, а змей вытянулся и лишился ног. Змей уполз, а воронья семья осталась жить-поживать на дереве.

## Создатели
| Автор сценария художник и режиссёр    | Андрей Кузнецов |
| Композиторы                           | Георгия Андриянова, Саши Гусева |
| Звукорежиссёр                         | Владислав Тарасов |
| Аниматоры                             | Андрей Кузнецов, Юрий Пронин, Александра Евсеева, Елена Спиридонова, Екатерина Грушина |
| Ассистент режиссёра                   | Оксана Фомушкина |
| Технический отдел                     | Алексей Ганков, |
| Директор картины                      | Игорь Гелашвили |
| Продюсер                              | Ирина Капличная |
| Над пластилиновой заставкой работали: | - Режиссёр — Сергей Меринов - Текст — Георгий Заколодяжный - Актёр — Алексей Баталов - Художник-постановщик — Эдуард Беляев - Операторы-монтажёр — Андрей Пучнин, - Художник — Галина Голубева - Аниматоры — Наталья Акашкина, Наталья Соколова |
| Художественный совет проекта          | Эдуард Назаров, Александр Татарский, Михаил Алдашин, Валентин Телегин, Георгий Заколодяжный |
| Генеральный продюсер проекта          | Игорь Гелашвили |
| Руководитель проекта                  | Александр Татарский |

- Создатели проверены по титрам мультфильма.

## Музыка
В мультфильме использованы композиции Георгия Андриянова в исполнении группы «Буготак» (г. Новосибирск) и Саши Гусева. Звучит песня «Ойто ло кыз».

## Интересный факт
- В мультфильме не произносится ни слова, на протяжении всего мультфильма звучит музыка.
- В титре ошибочно указан «Актёр — Александр Леньков». То, что это Алексей Баталов, можно догадаться по голосу.

## Премьера и награды
- 2005 — Премьерный показ первых 11 фильмов из цикла «Гора самоцветов»[1] состоялся в феврале 2005 года[2] в рамках Х Открытого российского фестиваля анимационного кино в Суздале.[3]
- 2005 — Диплом жюри Х ОРФАК в Суздале (2005) "Коллективному разуму Большой киностудии «Пилот», энергично создающему «Гору самоцветов».[4]
- 2005 — МКФ «Крок» 2005. Жюри приняло решение учредить специальный приз «За уникальность проекта и высокий художественный уровень» — Анимационной студии «Пилот» (Россия) за цикл «Гора самоцветов». Спонсорские призы: призы компании Canon — Андрей Кузнецов , Россия, фильм «Как обманули змея», Алексей Алексеев «Про ворона».[5]
- 2005 — Х Московский Международный фестиваль детского анимационного кино «Золотая рыбка» (2005) Приз Лучший дебют.[6]
- 2006 — Национальная премия в области кинематографии «Золотой Орел» за 2005 г. в категории «Лучший анимационный фильм» — циклу «Гора самоцветов»(11 мультфильмов 2004 года).